# Melchior Starzeński
Melchior Starzeński herbu Lis (ur. 3 stycznia 1722, prawdopodobnie w Iłówcu Wielikim k. Poznania, w rezydencji Starzeńskich, zm. ok. 1788) – jezuita, polski pedagog, pisarz, poeta. Był profesorem retoryki i historii oraz konsultorem w kolegium jezuitów w Lublinie. Od 1765 roku przebywał w Białymstoku na dworze Branickich, gdzie kształcił synów swojego brata, Macieja Maurycego, sekretarza hetmana Jana Klemensa Branickiego.